# Satraparchis tryxaria
Satraparchis tryxaria är en fjärilsart som beskrevs av Achille Guenée 1857. Satraparchis tryxaria ingår i släktet Satraparchis och familjen mätare. Inga underarter finns listade.